# Залозе
Залозе (пол. Załozie) — село в Польщі, у гміні Ґалевиці Верушовського повіту Лодзинського воєводства.
У 1975-1998 роках село належало до Каліського воєводства.